# 嘉陽門院越前

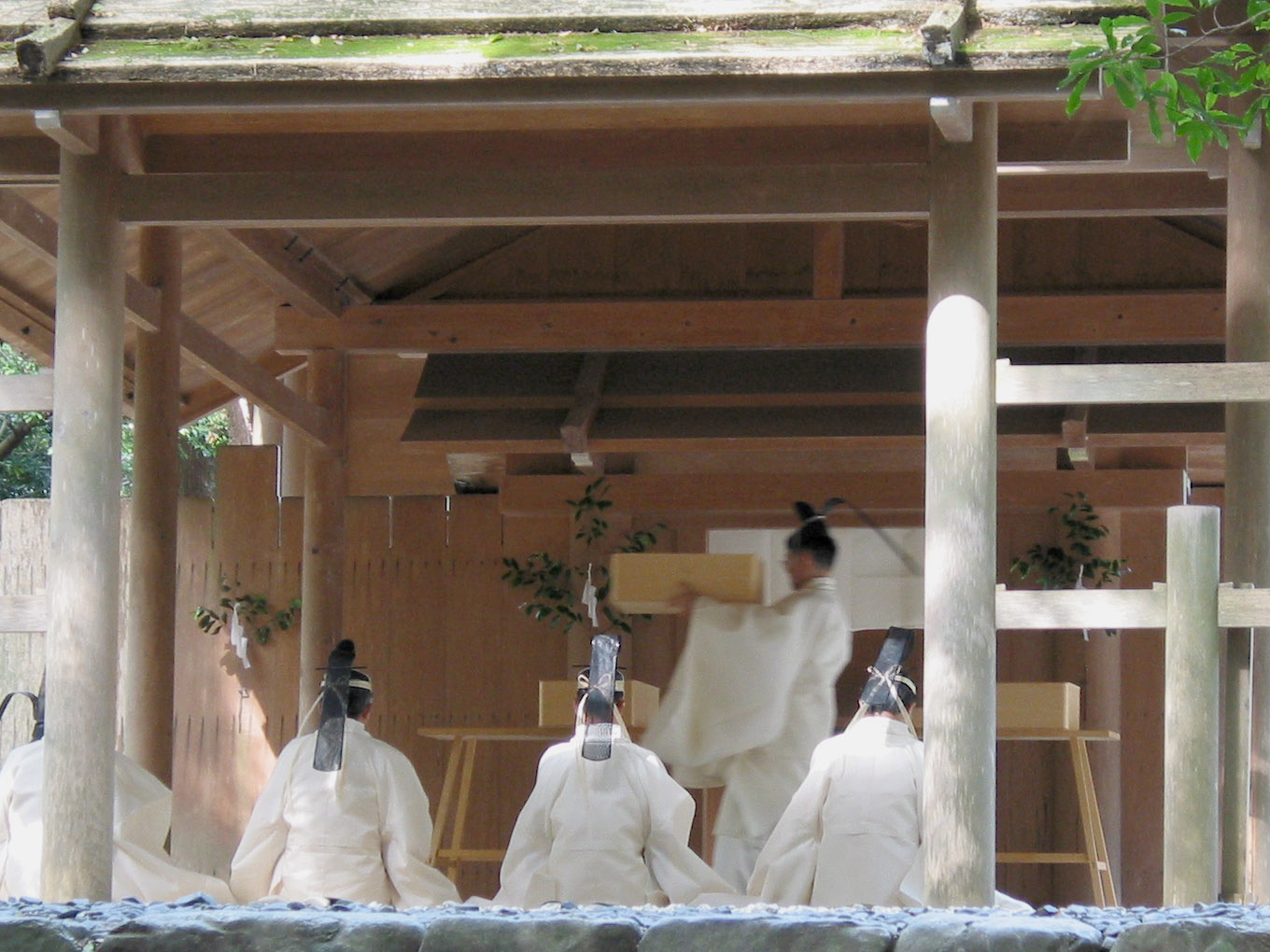
伊勢の神事（皇大神宮 神御衣祭）

嘉陽門院越前（かようもんいんのえちぜん、生没年不詳）は、鎌倉時代初期の女流歌人。女房三十六歌仙の一人で、伊勢神官大中臣公親の娘。伊勢女房、七条院越前とも呼ばれた。

## 経歴
後鳥羽院の生母である七条院藤原殖子に出仕、後に後鳥羽院息女嘉陽門院に出仕した。1200年（正治2年）の『院後度百首』、1202年（建仁2年）の『千五百番歌合』に抜擢され、後鳥羽院歌壇で活躍。『新古今和歌集』以降の勅撰集、歌合等に作品を残している。後嵯峨院主催の1247年（宝治元年）の『院御歌合』にも出詠しており、歌人として長期にわたる活動が窺える。

## 逸話
- 1247年（宝治元年）『院御歌合』（『仙洞十首歌合』『百三十番歌合』とも）は、後嵯峨院の命により、二十六人の歌人が十題十首を詠進し、評を付けられたものだが、この歌合において嘉陽門院越前は、御子左家の総帥たる藤原為家に対して、勝9持1[2]という異例の圧勝を収めている[* 1]。

## 作品
勅撰集
| 歌集名         | 作者名表記   | 歌数 | 歌集名         | 作者名表記   | 歌数 | 歌集名         | 作者名表記   | 歌数 |
| -------------- | ------------ | ---- | -------------- | ------------ | ---- | -------------- | ------------ | ---- |
| 千載和歌集     |              |      | 新古今和歌集   | 越前         | 7    | 新勅撰和歌集   | 嘉陽門院越前 | 3    |
| 続後撰和歌集   | 嘉陽門院越前 | 3    | 続古今和歌集   | 嘉陽門院越前 | 3    | 続拾遺和歌集   | 嘉陽門院越前 | 1    |
| 新後撰和歌集   | 嘉陽門院越前 | 1    | 玉葉和歌集     | 嘉陽門院越前 | 2    | 続千載和歌集   |              |      |
| 続後拾遺和歌集 | 嘉陽門院越前 | 1    | 風雅和歌集     |              |      | 新千載和歌集   | 嘉陽門院越前 | 1    |
| 新拾遺和歌集   | 嘉陽門院越前 | 1    | 新後拾遺和歌集 | 嘉陽門院越前 | 1    | 新続古今和歌集 | 嘉陽門院越前 | 2    |

定数歌・歌合
| 名称             | 時期                        | 作者名表記        | 備考                           |
| ---------------- | --------------------------- | ----------------- | ------------------------------ |
| 正治後度百首     | 1200年（正治2年）           | 女房越前          |                                |
| 老若五十番歌合   | 1201年（建仁元年）2月       | 越前局 越前       | 勝14負27持9                    |
| 通親亭影供歌合   | 1201年（建仁元年）3月       | 女房越前          | 勝1負4持1                      |
| 新宮撰歌合       | 1201年（建仁元年）3月       | 越前 嘉陽門院官女 | 負2                            |
| 鳥羽殿影供歌合   | 1201年（建仁元年）4月       | 女房越前          | 負3                            |
| 和歌所影供歌合   | 1201年（建仁元年）8月3日    | 女房越前          | 粟田口忠良と番い勝3負1持1無判1 |
| 八月十五夜撰歌合 | 1201年（建仁元年）          | 越前              | 勝3                            |
| 和歌所影供歌合   | 1201年（建仁元年）9月13日夜 | 越前              | 勝2負1                         |
| 石清水社歌合     | 1201年（建仁元年）12月28日  | 越前              | 久我通光と番い負1              |
| 仙洞影供歌合     | 1202年（建仁2年）5月26日    | 女房越前          | 内大臣源通親と番い勝1負1持1    |
| 千五百番歌合     | 1202年（建仁2年）           | 越前              |                                |
| 影供歌合         | 1203年（建仁3年）6月16日    | 女房越前          | 勝1負1持1                      |
| 春日社歌合       | 1204年（元久元年）          | 女房越前          | 後鳥羽院下野と番い負2持1       |
| 卿相侍臣歌合     | 1206年（建永元年）7月       | 越前              | 粟田口忠良と番い勝1持2         |
| 内裏百番歌合     | 1216年（建保4年）閏6月9日   | 女房越前          | 西園寺公経と番い勝2負6持2      |
| 院御歌合         | 1247年（宝治元年）          | 嘉陽門院越前      | 藤原為家と番い勝9持1           |

私撰集等
- 三百六十番歌合（1200年（正治2年））
  - 「越前 院女房」名で9首

私家集
- 家集は伝存しない。